# Bakt
Il Bakt (o Baqt) era un trattato fra lo stato cristiano di Makuria e i governanti musulmani dell'Egitto. Rimasto in vigore per quasi 700 anni, è in qualche misura il più longevo trattato nella storia. Il nome viene dal termine copto per "baratto" o dal termine greco-romano per "patto".
Nonostante la sua longevità non c'è molta chiarezza sul Bakt, e quasi tutte le nostre informazioni provengono da fonti musulmane. Il Bakt fu siglato dopo il 651 e l'invasione islamica dell'Egitto. In quell'anno Abdallah ibn Abi Sarh condusse un esercito nel sud contro i regni cristiani della Nubia. Storici islamici posteriori affermarono che la Nubia non valeva la conquista e che la spedizione era volta semplicemente a sottomettere la regione all'Egitto. Le prime fonti danno una più probabile versione dei fatti e cioè che le truppe arabe andarono incontro ad una gravissima sconfitta nella battaglia di Dongola e stipularono il Bakt solo quando si resero conto che la conquista della regione sarebbe stata difficile. Il trattato fu negoziato fra Abi Sarh ed il re di Makuria Qalidurat.

## Contenuto
Non esiste un originale del trattato, e le più antiche copie sono di diversi anni posteriori alla vicenda e sono abbastanza divergenti. Il trattato potrebbe non essere stato trascritto e potrebbe essersi limitato ad un accordo verbale. Alcune parti del Bakt sono chiare:
- gli Arabi non avrebbero attaccato la Nubia ed i Nubiani non avrebbero attaccato l'Egitto
- ai cittadini delle due nazioni sarebbe stato permesso di viaggiare liberamente per commercio fra i due stati e sarebbe stato garantito il salvacondotto nell'altra nazione
- l'immigrazione e l'insediamento nelle terre dell'altro stato sarebbero stati proibiti
- i fuggiaschi sarebbero stati estradati così come gli schiavi evasi
- i Nubiani si sarebbero fatti carico di mantenere una moschea per i visitatori e residenti musulmani
- gli Egiziani non avrebbero avuto l'obbligo di proteggere i Nubiani da attacchi di una parte terza

Il più importante provvedimento risultava l'obbligo per i Nubiani di inviare in Egitto 360 schiavi all'anno. Questi schiavi dovevano essere della migliore qualità e non comprendere vecchi o bambini, per metà maschi e per metà femmine. In alcune testimonianze un ulteriore numero di 40 schiavi sarebbe stato inviato per essere distribuito fra i notabili egiziani.
Ibn Abd al-Hakam, uno dei primi storici a parlare di questo trattato, dà due differenti versioni del patto. Nella prima versione soltanto la Nubia era obbligata ad inviare schiavi a nord, così da simboleggiare la sua sottomissione all'Egitto. La seconda versione aggiunge l'obbligo per gli Egiziani di inviare anche beni a sud comprendenti frumento e lenticchie in cambio degli schiavi. Questo avrebbe messo le due nazioni su un piano di maggiore parità. 

## Conseguenze
Questo trattato fu senza precedenti nella storia delle conquiste arabe, somigliando maggiormente agli accordi fatti talvolta dall'Impero Bizantino con i suoi vicini. 
Questo trattato bloccò fortemente per mezzo millennio la spinta dell'Islam e degli Arabi. Il Bakt provocò il nascere di discussioni fra i teologi islamici sul fatto che il trattato violasse l'obbligo di espandere i confini dell'Islam. Spaulding riferisce che lo scambio di beni era un comune accordo diplomatico nell'Africa nordorientale e i Nubiani avrebbero avuto una lunga esperienza di tali accordi.
Il Bakt non sempre impedì controversie e i conflitti fra i vicini Nell'830 l'Egitto piombò in una guerra civile ed il re di Makuria Zacharias III smise di rispettare gli impegni del Bakt. Quando gli abbasidi ripresero il controllo totale dell'Egitto richiese il ripristino del Bakt, ed il pagamento degli arretrati. Nell'835 Zacharias, non essendo in grado o non volendo pagare quella enorme somma mandò il suo figlio ed erede Georgios con un lungo viaggio a Baghdad per negoziare direttamente con il Califfo. Questa missione fu un grande successo e gli arretrati furono cancellati ed il Bakt fu modificato nel senso di dover pagare il tributo ogni tre anni.
Migliori relazioni si stabilirono durante la dominazione Fatimita dell'Egitto. I Fatimiti sciiti avevano pochi alleati nel mondo arabo e la Nubia era diventato un importante alleato. Gli schiavi mandati dalla Nubia costituirono la spina dorsale dell'esercito fatimita. I rapporti peggiorarono sotto gli Ayyubidi ed ancor più sotto i Mamelucchi terminando infine con una guerra su larga scala. Anche dopo che la Makuria collassò nel XIII secolo gli Egiziani continuarono ad insistere nel rispetto del trattato da parte dei regni musulmani succedutisi nella regione. Il Bakt infine terminò alla metà del XIV secolo con il completo collasso dell'organizzazione statuale nella regione nubiana.